# Piazza Vittorio Emanuele II
La Piazza Vittorio Emanuele II, también conocida simplemente como Piazza Vittorio, es una plaza de Roma, Italia, situada en el rione Esquilino. Fue construida a partir de 1880 y terminada unos años después, al igual que todo el barrio que la rodea, llamado quartiere piemontese («barrio piamontés»).
Rodeada por edificios de estilo umbertino con amplios soportales, la plaza fue diseñada por Gaetano Koch poco después del traslado de la capital de Italia de Florencia a Roma en 1871, y fue inaugurada oficialmente el 19 de junio de 1882. Con casi 10 000 m² más que la plaza de San Pedro, es la plaza más grande de Roma (316 x 174 m).
En el centro de la plaza hay un jardín en el que se encuentran los restos del ninfeo de Alejandro y la llamada Puerta Mágica, la entrada de la antigua Villa Palombara, residencia del alquimista Massimiliano Palombara.

## El mercado

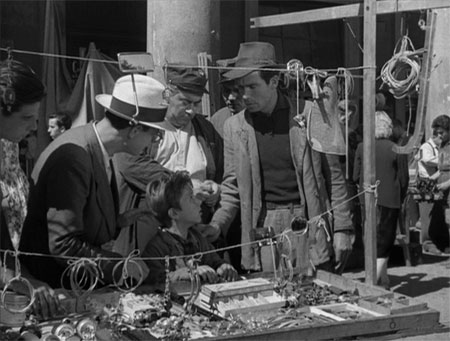
La Piazza Vittorio en la película Ladri di biciclette.

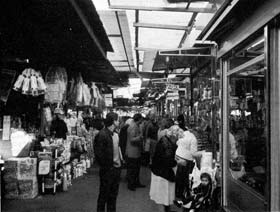
El antiguo mercado de la Piazza Vittorio.

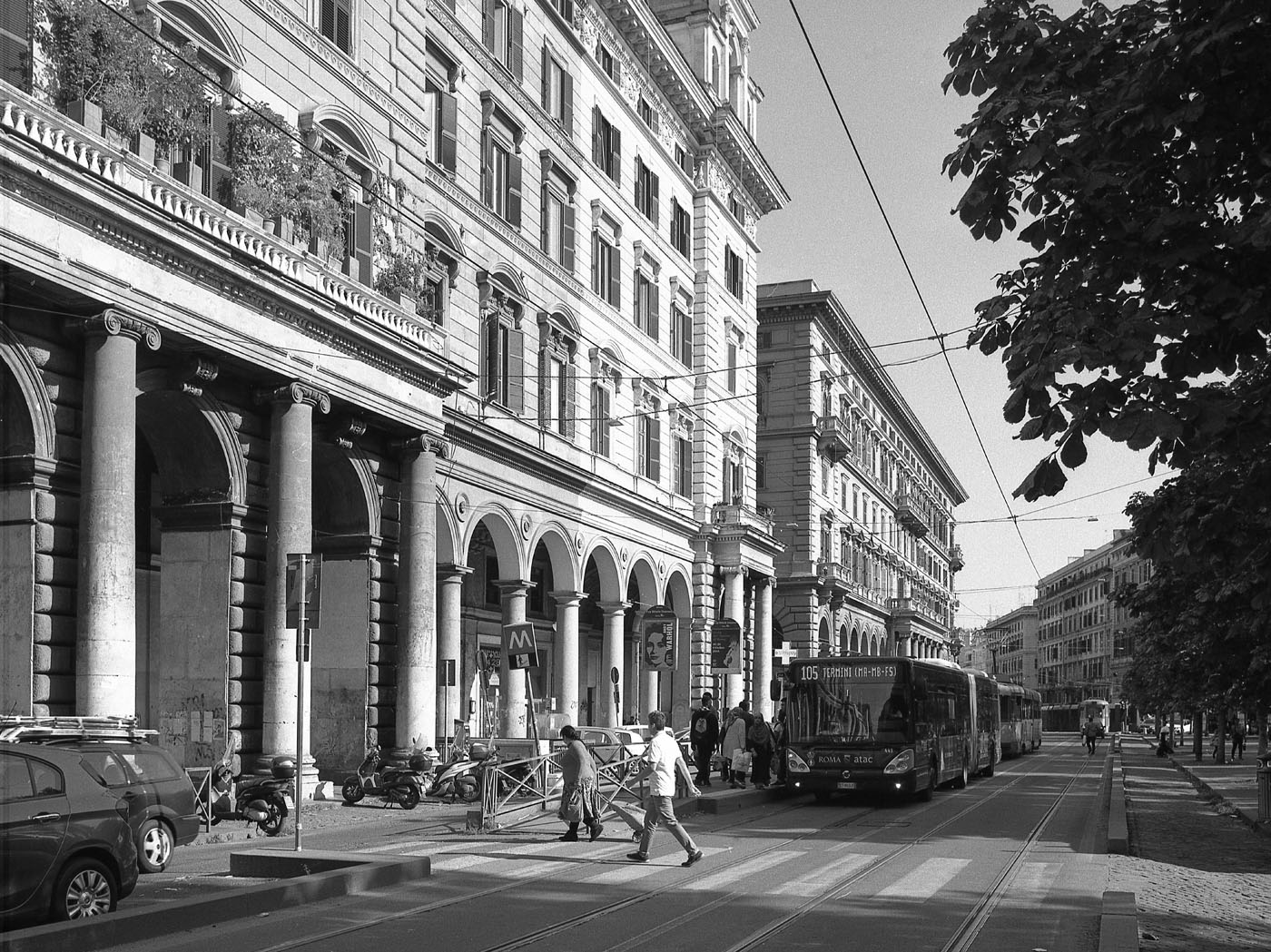
La Piazza Vittorio: los pórticos y la parada ATAC.

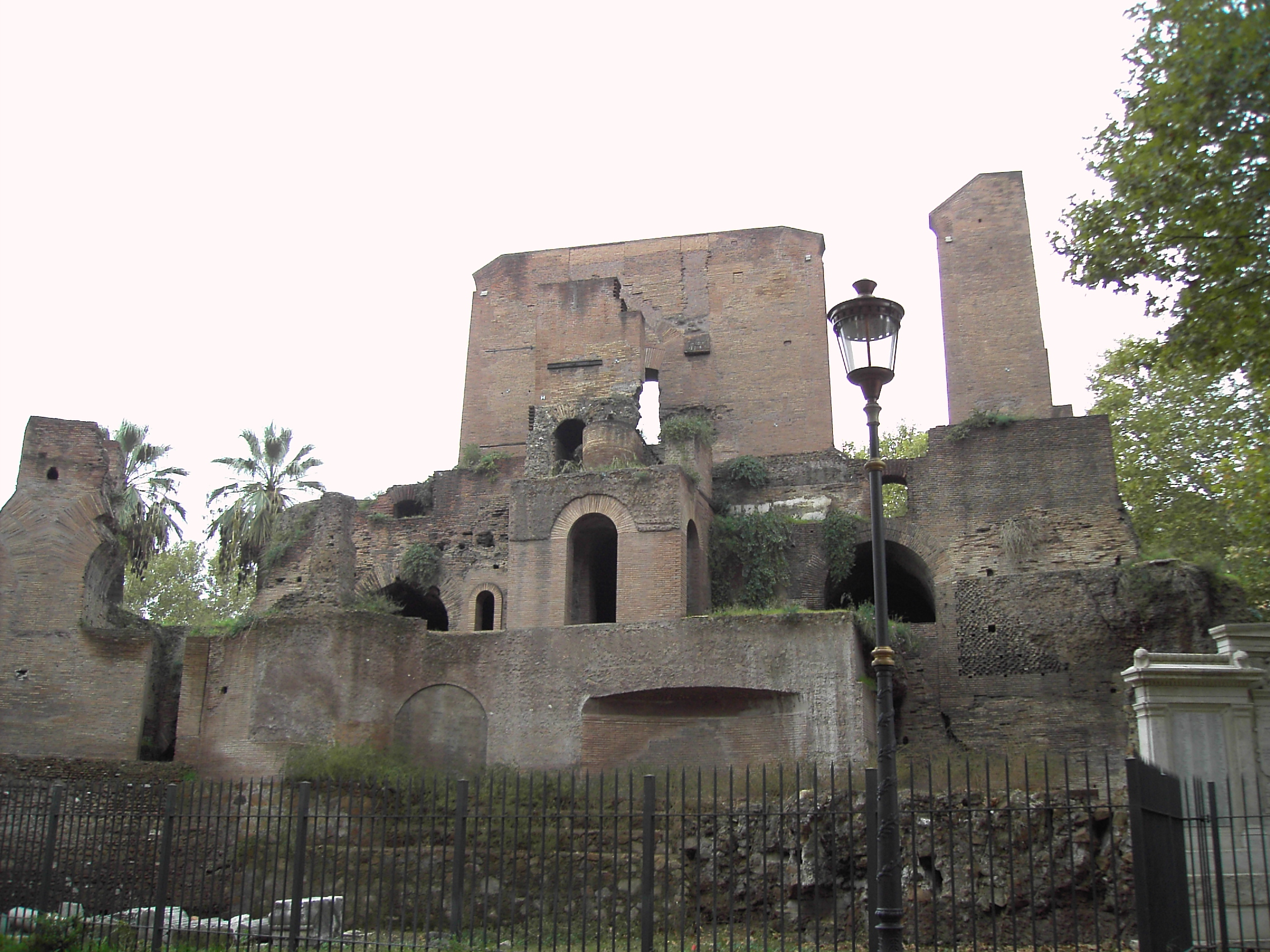
Los restos del ninfeo de Alejandro.

A partir de los últimos años del siglo xix, en el centro de la plaza surgió espontáneamente, junto a los grandes edificios de apartamentos que la rodean, un gran mercado al aire libre, principalmente de productos alimenticios. En la inmediata posguerra de la Segunda Guerra Mundial, en los soportales que rodean la plaza había un gran número de puestos que vendían los productos más diversos: desde tabaco a granel obtenido a partir de colillas hasta piezas de repuesto para bicicletas, tal y como muestra la película Ladri di biciclette de Vittorio De Sica.
Entre los vendedores de alimentos de los puestos de la Piazza Vittorio no faltaban los llamados pollaroli, que vendían pollos listos para ser cocinados pero también, a los que querían estar seguros de la frescura del producto, pollos vivos para cocinar o polluelos para criar por cuenta propia. El día de Nochebuena el mercado estaba dedicado sobre todo a los pesciaroli, que vendían pescado para la cena, entre los que destacaban el bacalao y las anguilas.
Los puestos de los productos alimenticios eran diarios, a menudo remolcados a brazo con carros de dos ruedas. Eran montados desde el amanecer hasta las dos de la tarde a lo largo de los lados del jardín. El mercado se mantuvo en actividad hasta la década de 1990, y era muy frecuentado por los romanos, incluidos los residentes de otros barrios, por la conveniencia de los precios cobrados, y también por turistas a la caza del folclore.
El mercado estaba poblado por personajes insólitos, que ofrecían sus productos recorriendo toda la extensión del mercado y atrayendo la atención de los compradores con expresiones singulares. Los precios de venta eran particularmente convenientes cuando el piazzarolo llenaba su puesto con una gran cantidad de un solo tipo de producto, generalmente fruta o verdura, ofreciéndolo a precios muy bajos. Lo mismo pasaba cuando al final de la jornada permanecía en el puesto una cantidad tal de productos que no convenía llevar de vuelta al almacén, por lo cual era ofrecida al grito.
El mercado también era frecuentado por un fraile capuchino, que los romanos llamaban zifrà, con una larga barba blanca, una especie de Fra Galdino (personaje de Los novios de Alessandro Manzoni), que pedía limosna para los pobres y para la cantina del convento.
Tras la remodelación de la plaza y de los alrededores iniciada en la década de 1980, se construyó un nuevo mercado cubierto denominado Nuovo Mercato Esquilino entre la Via Turati y la Via Principe Amedeo, en los terrenos ocupados previamente por la Centrale del Latte di Roma, que se había trasladado a una zona industrial extraurbana, y por la Caserma Sani, antigua Caserma Pepe. Los antiguos puestos del mercado de la Piazza Vittorio, que se habían convertido en casi fijos, fueron retirados en octubre de 2001. El Nuovo Mercato Esquilino refleja fielmente las características multiétnicas asumidas en las últimas décadas por la plaza y por sus alrededores, y tiene una fuerte presencia extranjera, tanto en los productos como en el personal.
En 2012 se completó la reconstrucción del edificio situado entre la Via Emanuele Filiberto y la Via Conte Verde, demolido algunos años antes por problemas de estabilidad. El nuevo edificio, que imita genéricamente el estilo umbertino de la plaza y de sus edificios con soportales, alberga actualmente la sede del ENPAM.

## Transporte
La plaza es alcanzable desde la estación Vittorio Emanuele del Metro de Roma y la parada P.zza Vittorio Emanuele de las líneas 5 y 14 del Tranvía de Roma.